# Opetiosaurus

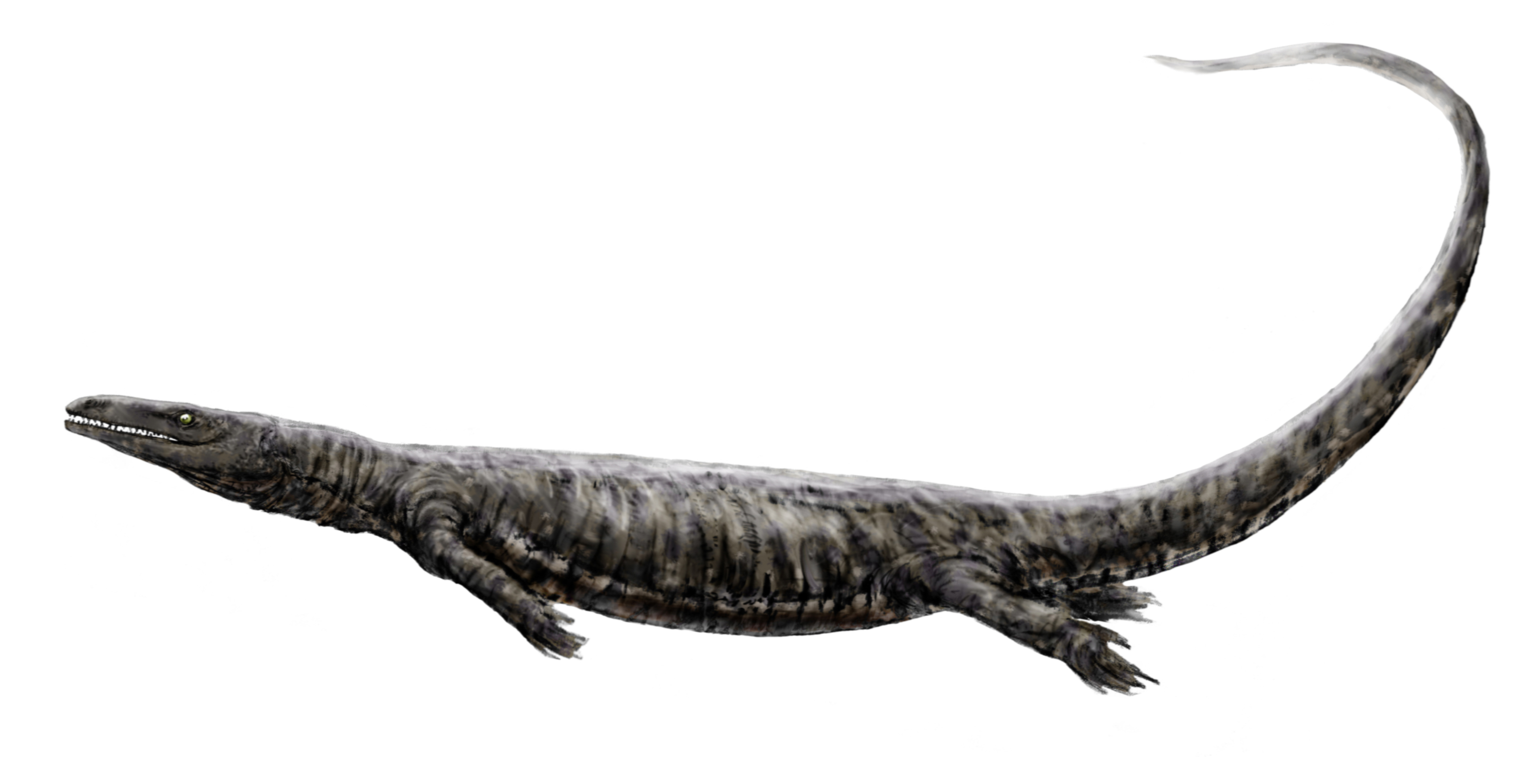
Художня реконструкція O. bucchichi

Opetiosaurus — викопний рід морських або напівводних ящерів пізньої крейди, який класифікується як частина родини Aigialosauridae у Mosasauroidea. Виключно знайдений у відкладеннях сеноманського віку поблизу Хвара, Хорватія, рід містить один дійсний вид, O. bucchichi. Це була невелика рептилія довжиною 1 метр.
Рід був діагностований як конгенетичний з Aigialosaurus Dutchak і Caldwell (2009), був повторно діагностований як «Aigialosaurus bucchichi» і розділений лише деякими незначними анатомічними відмінностями між зразками двох видів. Madzia & Cau (2017) показують, що ці два види не обов'язково є більш тісно пов'язаними один з одним, ніж будь-який з більш похідними мозазавроідами, припускаючи не лише те, що Opetiosaurus є дійсним родом, але також називаючи дійсність Aigialosauridae як монофілетична група під питанням.